# Aeroportul Manley Hot Springs
Aeroportul Manley Hot Springs (IATA: MLY, ICAO: PAML, FAA LID: MLY) este un aeroport din Alaska, Statele Unite ale Americii ce deservește zona Manley Hot Springs⁠(d). Aeroportul a fost tranzitat în 2019 de 228 de pasageri. A fost numit după zona deservită.
Situat la o altitudine de 82 m, aeroportul dispune de 1 pistă. Este operat de Alaska Department of Transportation & Public Facilities⁠(d).

## Infrastructură

### Piste
Aeroportul dispune de o singură pistă. Pista 18/36 are suprafața de pietriș și dimensiunile 3.400 picioare × 60 picioare. 